# Линия масс (теория)
Линия масс (кит. 群众路线) — одна из основных концепций в маоизме, развитие марксистско-ленинской теории линии партии.

## Теория
По словам Мао, Коммунистическая партия должна поддерживать тесные связи с массами. По его мнению, линия масс играет важную роль в марксистской теории познания.
Это значит: суммировать мнения масс (разрозненные и бессистемные) и снова нести их (обобщённые и систематизированные в результате изучения) в массы, пропагандировать и разъяснять их, делать их идеями самих масс, чтобы массы отстаивали эти идеи и претворяли их в действия; вместе с тем на действиях масс проверять правильность этих идей. Затем нужно вновь суммировать мнения масс и вновь нести их в массы, чтобы массы их отстаивали,— и так без конца. С каждым разом эти идеи будут становиться всё более правильными, более жизненными, более полноценными. Этому учит марксистская теория познания.Мао Цзэдун
Таким образом, она представляет диалектические единство теории и практики.
В теории и практике маоизма «Линия масс» является не только одной из форм внешней партийной политики (отношения между партией и массами вне партии), но также внутренней (отношения между кадрами и рядовыми членами партии).

## История
Теория «Линии масс» сыграла значительную роль в политике КПК во время Культурной революции. В настоящее время концепция поддерживается многими маоистскими организациями, например КП Перу «Сияющий путь» и КП Филиппин.